# Земля — Паладос
«Земля — Паладос» — роман, написанный в соавторстве двумя российскими писателями-фантастами, лауреатами премии «Серебряная стрела» Михаилом Костиным и Алексеем Гравицким. Жанр — космическая фантастика.

## История публикаций
В 2008 году Михаил Костин выпустил свою вторую книгу сольного цикла «Хроники Этории» — «Ложные истины». Автор планировал создать трилогию. Алексей Гравицкий писал сценарии к документальным фильмам под рубрикой «Наше кино» для каналов Россия и ОРТ.
Познакомившись, писатели увлеклись совместной работой над романом «Земля — Паладос — Земля» и проектом «Живое и мёртвое».
В 2009 году издательство «Радуга» опубликовало фантастическое произведение «Земля — Паладос — Земля». Этот роман для писателей стал первым творением в жанре космической фантастики. В этом же году книга номинировалась на премию «Звёздный мост».
В 2014 году в серии «Настоящая фантастика» «Снежный Ком М» переиздал роман под сокращённым названием — «Земля — Паладос».

## Сюжет
Люди давно уже вышли за рамки солнечной системы, они осваивают новые планеты и сотрудничают с представителями внеземных цивилизаций. В целом, они ведут достаточно мирное сосуществование. Однако зло, удерживаемое взаперти веками, готово снова вырваться наружу. Много столетий назад священники Церкви Света смогли победить врага и спасти человеческую расу от вымирания. Они и сейчас следят за порядком и готовят служителей, которые способны противостоять безжалостным захватчикам — Призракам.
Братья Церкви Света летают по галактике и расследуют разного рода странные инциденты. Обычно, как выясняется в ходе следствия, происшествия не несут какой-либо масштабной угрозы. Но последнее время участились случаи, свидетельствующие о возвращении Призраков. Брат Габриель сталкивается с врагом на планете Нью-Дейтройт, и истины, в которые он верил с самого детства, внезапно перестают быть такими очевидными. Священник-следователь Исаак отправлен с заданием на Паладос. Он должен противостоять настоящему Призраку, но кроме теоретических знаний, у него ничего нет. Разгорается борьба за выживание как самих героев, так и человечества в целом.

## Основные персонажи
- Габриель Кшиштовски — священник-следователь Церкви Света. Принципиальный, справедливый, сильный и ловкий.
- Исаак Лимор Фрэнсис Браун — священник-следователь Церкви Света. Тридцатилетний рыжеволосый мужчина. Любитель покутить и выпить.
- Антрацит — спут-регистратор. Следит за расследованием брата Исаака.
- 100 градусов по Цельсию — спут-регистратор. Следит за расследованием брата Габриеля.
- Васис Владимреску — руководитель техномагов на Паладосе. Был арестован. Сбежал. Вошел в контакт с Призраком.
- Азуру — Призрак с Паладоса.
- Ру-пор — арибал-инженер. Сословие Ри-А с уровнем Ма-Та, Купола Чо-Ра, нового экспансионного проекта Лоу-Па. Похож на небольшую рыже-коричневую собачку.

- Грон — работник Дробилки на Паладосе. Потомок шахтёров, прилетевших около трех веков назад. Грону двадцать лет. Он завершил три этапа обучения и планировал стать подмастерьем Мастера Элиота. Вошёл в контакт с Призраком.
- Мастер Элиот — начальник, старый рабочий Дробилки на Паладосе. Отвечает за двенадцать этажей, на которых трудится около трехсот человек и вдвое больше роботов.
- Брат Джон — ведущий священник-администратор на Земле.
- Ксай — губернатор Паладоса.
- Теодор — седовласый старец, один из пяти членов совета и настоятель главного отделения Церкви на Земле.
- Начальник охраны — толстяк, надзиратель в Зоне 51 (Нью-Детройт). Вошёл в контакт с Призраком.
- Тина — официантка с Земли.
- Топор — изобретатель самодельной лучевой пушки. Был выращен бревинианами. Живёт на Нью-Детройте.
- Представитель организации техномагов на Паладосе — незнакомец с безликой внешностью и таким же голосом.
- Офицер — человек Ксая, начальник охраны.
- Титаник — спут, ритуальный транспортник.
- Курт — командующий специальным подразделением добровольцев на Паладосе. Молодой и крепкий, как бык.
- Баркер — доброволец, славящийся как хороший боец.
- Саса — доброволец, славящийся как великолепный стрелок.
- Сокамерник Васиса — щуплый мужичок в тюремной робе.
- Френки, Мик, Байби и Локка — члены разбойничьей шайки под руководством Дьявола.
- Дьявол — командир банды обитающей в заброшенной шахте на Паладосе. Демонического вида мужчина с тонкими и неправильными чертами лица.
- Чёрный капитан — капитан-пират, философ, стратег, тактик. У него чёрные глаза, чёрные волосы и всклоченная чёрная борода. В одежде придерживается чёрных тонов.
- Гер Кучерявый — капитан-пират. Хитрый, жёсткий, беспощадный.
- Опарт — пират, приспешник Гера Кучерявого. Предпочитает одеваться в дорогие и яркие вещи, из-за этого похож на петуха-павлина.
- Якки — голубоглазый пират из команды Чёрного капитана.
- Ящер-жрец — дарзини, служитель древних богов.
- Икс-72АСРХ — старенький потрепанный икс-бот. Гид на планете Икс-87-98-34.
- Ким Чи — оборванец с планеты Икс-87-98-34.
- Альтарес — капитан корабля, пожилой человек, у которого глаза пылают юношеским задором.
- Терезий — рыхлый священник-администратор с Земли.

## Планеты
- Паладос — третья планета системы Сириуса. Находится на задворках Млечного Пути. Когда-то считалась одним из немногих райских уголков вселенной. Раньше планету покрывали океаны и густые изумрудные леса с ярким животным миром. Здесь также находились крупные месторождения чёрной руды — редкого и дорогого сырья, используемого для строительства космических аппаратов. Безжалостные разработки руды привели планету в упадок. Теперь она представляет собой мёртвую, безжизненную пустыню. Здесь сохранилось немного грунтовой воды, есть разреженная, но пригодная для дыхания атмосфера, которую поддерживают два старых генератора, построенные первыми поселенцами. Тут также есть древний космический порт и крупная действующая шахта с названием «Распределительный Центр», на которой занято основное оставшееся население.
  - Арубус — столица Паладоса, старый, разрушаемый временем город. «Украшен» допотопными рекламами, вывесками и табличками. Располагает космическим портом — «Лапус Хоул».
- Нью-Детройт — планета в системе Гермеса, находится довольно далеко от других населенных пунктов. Названа в честь человеческого города Детройт, где так же, как и на Нью-Детройте, производили машинное оборудование для строительства жилых планетарных корпусов.
- Земля — густонаселенная планета солнечной системы, с большим количеством космопортов. Местоположение главного штаба Церкви Света.
- Семега — планета системы Z-12. Характеризуется наличием кислорода, пресной воды и фауны. Не населена разумными существами. Планета была открыта спутом. Он назвал её в честь любимой библиотеки. На Семеге преимущественно тропический климат. Звезда в системе Z-12 одна — желтый карлик. Сутки здесь равны примерно 27 земным часам. В году 380 дней.
- Риманос — планета, располагающая большим невольничьем рынком. Любимое место пиратов-работорговцев.
- Икс-87-98-34 — планета, населенная роботами — икс-ботами. Славится своими хранилищами информации. На планете идет война среди роботов, которые выступают за разные операционные системы: «Дорс» и «Фринукс».

## Транспорт
- Громоздкий устаревший транспортник «Венус-Аксус 2033-22» типа «Рино», снятый с производства сто лет назад и продолжающий перевозить пассажиров. Изначально был спроектирован зордианами как грузовой транспорт. После окончания Пограничных войн был перемонтирован в транспортер для перевозки войск. Отличается высокой безопасностью и крайне низким уровнем комфорта.
- Арибальский космолет. Небольшой корабль, похожий на диск с серебристыми боками. Плазмоустойчивый.
- Космолет-катероносец — огромный, тяжелый космический корабль.
- Вооруженные катера — мелкие, легкие однопилотные суда, плохо подходящие для дальних космических перелетов или перевозки грузов, но хорошо показывающие себя в боях. Маневренные, развивающие огромные скорости. Без дозаправки (воздух, топливо) могут продержаться в открытом космосе не более полутора часов. Оснащены плазменными пушками.
- Обычные катера — то же, что и вооруженные катера, только без плазменных пушек.
- Пиратский корабль — представительный, небольшой, легкий, маневренный космолет. Используется при сражениях, не пригоден для вывоза награбленного.
- Другие транспортные суда: флаера, транспортники.

## Расы
- Арибалы — одна из древнейших рас. Числится давно вымершей. Арибалы были достаточно высокоразвитыми. По свидетельствам современников — представителей других рас, они были жестокими, воинственными и ответственны за гибель нескольких цивилизаций. Они двигались от системы к системе, истребляли коренное население, высасывали ресурсы и шли дальше. Именно поэтому арибалы жили в космических городах, а не на планетах.
- Урианинская раса — представители отличаются большими мордами похожими на свиные.
- Зордиане — чешуйчатые четвероногие создания с большими клыками и несколькими рядами зубов. Похожи на аллигаторов.
- Спуты — невысокие голубокожие и шестирукие существа. Именуют себя «Хранителями знаний». Фиксируют большую часть событий происходящих в галактике. Если спут в процессе сбора информации умирает, его место занимает другой. Все знания, которые спуты собирают, передаются в их родной мир, спрятанный за пылевыми облаками на краю Млечного Пути. Спуты отвергают любое насилие. Оружие, используемое ими, не смертельно.
- Призраки — бестелесные создания неизвестного происхождения, питающиеся людскими душами, или точнее, той энергией, что заключается в человеческих телах. Способны вселяться в людей и управлять представителями других рас.
- Дарзини — огромные рептилии, имеющие свистяще-шипящий акцент. Ловкие, быстрые, недружелюбные.
- Силицианцы — зелёные и чешуйчатые создания, с тремя ногами и двумя своеобразными лицами. Любят заводить в качестве домашних животных одрианских серебристых котов.
- Бревиане — по слухам, не жалуют людей с того самого момента, как была создана Федерация.

## Организации
По словам Чёрного капитана в их мире есть пять точек силы: Церковь Света, техномаги, федералы, правительство на местах и космические пираты.
- Пираты — промышляют грабежами, убийствами и всем, что присуще бандитам. Среди них встречаются достаточно образованные философы — такие, как Чёрный капитан, а также жестокие и беспощадные личности, как Гер Кучерявый.
- Техномаги — достаточно влиятельное и богатое объединение, мечтающее занять роль Церкви Света. Состоит из Кланов. «Сюи Де Манн Клан» (СДМК) — влиятельнейшая группировка техномагов на Паладосе.
- Федеральные власти — занимаются всем, что не входит в компетенцию Церкви Света и Техномагов. При любой опасной ситуации устанавливают карантин и проводят планетарную зачистку. В их распоряжении войсковые подразделения.
- Церковь Света — старейшая организация, прославившаяся успешной борьбой с Призраками, поставившими человечество на грань вымирания. Крайне влиятельное объединение. Их символика — три окружённые пламенем звезды и надпись «Голас Вра Дроми». Посвящают свою работу созданию служителей-следователей способных противостоять Призракам.

## Разработки
- Скиповые регистраторы информации — три летающих маленьких стальных шара. С их помощью скип может видеть и фиксировать все, что происходило вокруг.
- Металлический куб — контейнер-тюрьма для Призрака.
- Амулет заточения — небольшой контейнер, используемый в качестве ловушки для Призрака. Разработка Церкви Света.
- Мощное успокоительное — сочетание нанотехнологий и биокомпонентов. Разработка Церкви Света.
- Летательный аппарат техномагов — шестиместное «авто» самого последнего поколения для перемещения по планете.
- Сканер Призраков — небольшое устройство с дисплеем, способное отслеживать передвижения Призраков. Разработка Церкви Света.
- Глушитель сканера — небольшой тяжелой прибор, способный подавлять сигналы, мешая работе сканера Призраков. Разработка Церкви Света.
- С. И.Н. А. — Симптомокомплексный интенсивный нейтрализующий агент. Притупляет ощущения.
- Плазменное оружие: ружья, винтовки, пушки.
- Лучевой пистолет — несмертельное оружие, способное вырубить противника.
- Граната — мощное взрывное устройство, в зоне поражение которого ничего не остается. Оружие служителей Церкви.
- Амплиеер — бризантное взрывчатое вещество. Бесцветные, при хранении желтеющие кристаллы, хорошо растворимые в ацетоне и бензоле, плохо — в воде. При двадцати градусах Цельсия в ста миллилитрах воды растворяется где-то тринадцать тысячных грамма. Температура затвердевания около восьмидесяти одного градуса Цельсия.
- Допотопный коммуникатор — хранилище старых карт.
- Ультразвуковой излучатель — мощнейшее устройство, способное разрушить стекло любой прочности и толщины. Представляет собой маленький диск размером с крупную монету.
- Генератор Жизни — древнейшее устройство, созданное арибалами. Способно использовать энергию живых существ и генерировать её во что-то другое.

## Факты
- Окончание романа «Земля — Паладос», могло быть другим, так как мнения писателей по этому поводу разошлись: один настаивал на трагическом конце, а другой хотел, чтобы герои спаслись. В итоге роман заканчивается хорошо, что дает почву для продолжения[6].
- У книжной обложки мог быть другой вариант, на котором изображен Брат Исаак в неподобающем для священника виде. Но издательство его не одобрило[6].

## Публикации
- Костин М., Гравицкий А. А. Земля — Паладос — Земля. — Радуга, 2009. — 400 с. — 3000 экз. — ISBN 978-5-05-006985-6.
- Костин М., Гравицкий А. А. Земля — Паладос. — М.: Снежный Ком М, 2014. — 384 с. — 2000 экз. — ISBN 978-5-904919-63-4.